# RECCO

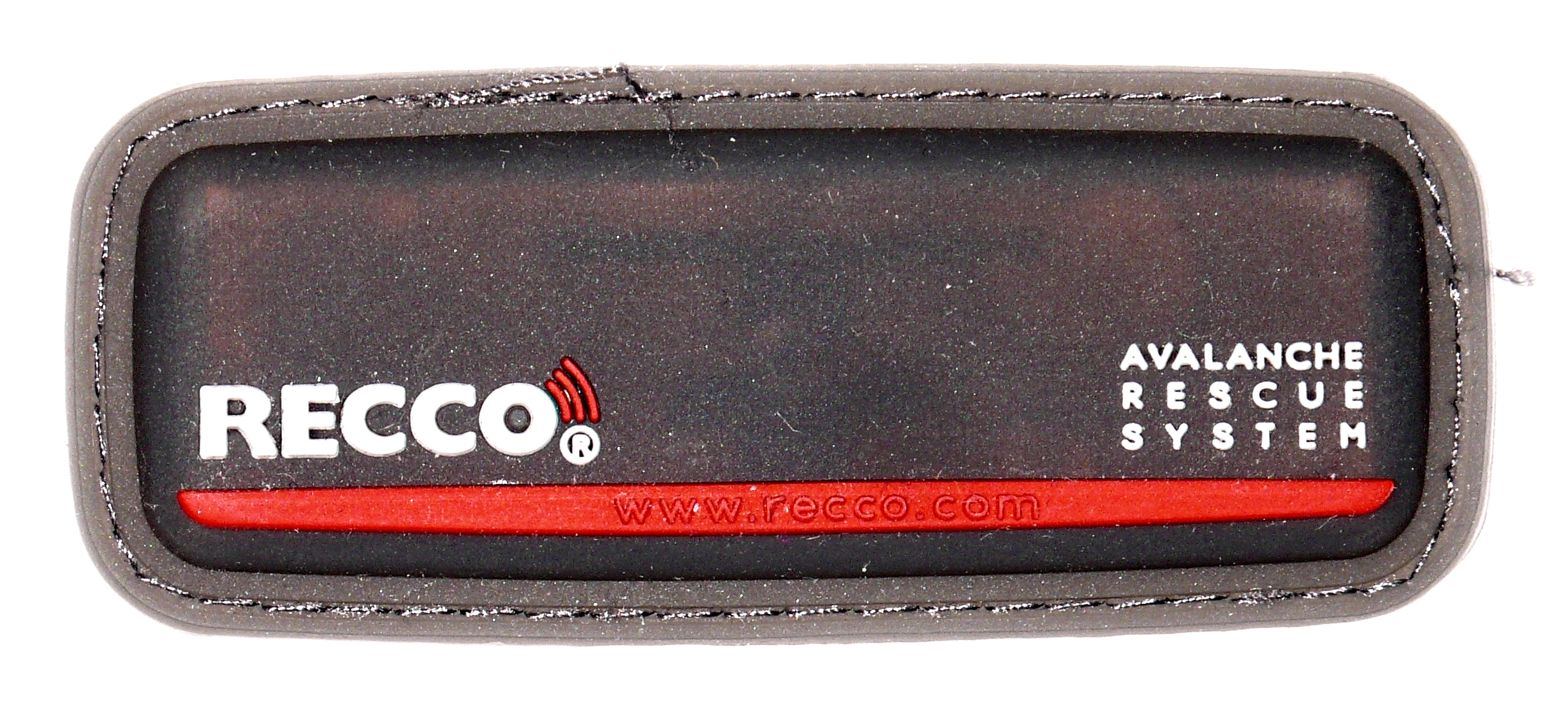
RECCO-reflector

RECCO is een elektronische methode om personen bedolven door een lawine onder de sneeuw terug te vinden. 

## Kenmerken
Het systeem bestaat uit de RECCO-reflector: een reflectieplaatje dat door de wintersporter op of in de schoenen, kleding of helm gedragen kan worden. Dit plaatje werkt niet op batterijen, maar bestaat uit een afgestemde dipoolantenne waarvan de twee delen onderling door middel van een diode zijn verbonden. Daarnaast bestaat het RECCO-systeem uit een RECCO-detector, die bestaat uit een zender die een sterk gerichte bundel radiosignalen met een frequentie opwekt op de resonantiefrequentie van de antenne, en een ontvanger die reflecties op de dubbele frequentie ontvangt. De diode in de reflector zorgt voor frequentieverdubbeling.
De detector wordt door reddingsdiensten in wintersportgebieden gebruikt.
Het systeem wordt ook wel het "dodenopgraaf"-systeem genoemd omdat een reddingsteam met het apparaat meestal pas na een kwartier ter plaatse is en dat in die tijd de overlevingskansen van een lawine slachtoffer fors gedaald zijn en de redding dus te laat komt.
De RECCO-reflector wordt door verschillende merken in kleding verwerkt. Hierdoor is het systeem relatief veel vertegenwoordigd onder wintersporters.
Het is geen vervanging voor de standaard lawine-veiligheidsuitrusting; lawinepiep, sneeuwschep en sneeuwsonde.

## Geschiedenis
Het RECCO-systeem werd ontwikkeld na een lawineongeval waarin de uitvinder Magnus Granhed, in Åre, Zweden, in 1973 betrokken raakte. 
Magnus onderzocht samen met onderzoekers van het Royal Institute of Technology in Stockholm, tijdens de eerste studie alle bestaande technologieën om lawineslachtoffers te kunnen vinden. De lawinepieps zijn het meest effectieve systeem. 
Er kleven nadelen aan deze lawinepieps, die ervoor zorgen dat ze niet door alle wintersporters gebruikt worden. De lawinepieps zijn relatief dure apparaten van enkele honderden euro's, daarnaast moet het apparaat aangezet worden en verbruiken ze batterijen.
Om deze redenen ontwikkelde Magnus een relatief goedkope, passieve reflector, die mogelijk door alle wintersporters gedragen kan worden.  
In 1975 stelde John Lawton voor om een reflector te ontwikkelen die op skipassen kan worden bevestigd, om zo een groot bereik onder de wintersporters te krijgen.
In de winter van 1978 werden de eerste experimenten uitgevoerd om radiogolven door sneeuw te kunnen zenden en via de reflector terug te ontvangen. Hierbij werden variaties in frequentie berekend die door het sneeuwdek niet vervormd worden.
In 1980 werd het eerste prototype van een RECCO-zoeksysteem gemaakt. Dit apparaat was erg log en zeer zwaar, maar het werkte.     
In 2006, 25 jaar later bestaat het RECCO-systeem uit een kleine draagbare reflector, die gemakkelijk in wintersportkleding kan worden verwerkt, en uit een draagbare detector van ongeveer twee kilo.
Deze ontvangers maken nu in veel wintersportgebieden deel uit van de basisuitrusting van de professionele Lawine- en reddingsteams. Het systeem wordt vaak in een reddingshelikopter ingebouwd.

## Voordelen
- Kleine reflector die in wintersportkleding verwerkt kan worden.
- Relatief goedkoop
- Snel systeem

## Nadelen
- Er kan pas gezocht worden als de professionele reddingswerkers aanwezig zijn. Deze moeten eerst gewaarschuwd worden en ter plaatse komen.
- Geeft schijnveiligheid (onterecht gevoel van veiligheid).
- Men kan zelf geen kameraden zoeken.